# Stanisław Zabielski
Stanisław Zabielski (ur. 17 września 1928 w Wilnie, zm. 9 lutego 2005 w Poznaniu) – polski profesor leśnictwa.

## Życiorys
Do szkoły podstawowej i gimnazjum (częściowo na tajnych kompletach) uczęszczał w Wilnie, gdzie rodzina zamieszkiwała do jesieni 1945, by potem zostać repatriowany do Gorzowa Wielkopolskiego. W tym mieście ukończył liceum w 1946. W 1950 ukończył studia na Uniwersytecie Poznańskim (Wydział Rolniczo-Leśny). Magistrem został w czerwcu 1951. W latach 1951–1955, zgodnie z nakazem pracy, pracował w Biurze Urządzania Lasu w Gorzowie, dochodząc do stanowiska taksatora. W 1955 pracował w Centralnym Zarządzie Przemysłu Meblarskiego. Od 1955 do 1959 odbywał studia aspiranckie pod kierownictwem prof. Leona Mroczkiewicza (Poznań). W 1960 doktoryzował się. Odbył też staże naukowe na Węgrzech (1963) i we Francji (1968). Habilitował się w 1970 z zakresu nauk leśnych. W 1972 został docentem w Instytucie Przyrodniczych Podstaw Leśnictwa WSR w Poznaniu. W latach 1975–1978 kierował Sekcją Uprawy Topoli w Stacji Badań Leśnych w Rabacie (Maroko). W latach 1981–1985 wykładał hodowlę i urządzanie lasu w Państwowym Instytucie Agronomicznym w Algierze. 1 marca 1983 mianowano go profesorem nadzwyczajnym, a od 1 kwietnia 1994 był profesorem zwyczajnym. 30 września 1996 przeszedł na emeryturę. Został pochowany na cmentarzu Jeżyckim w Poznaniu (kw. L, rząd 23, grób 6).

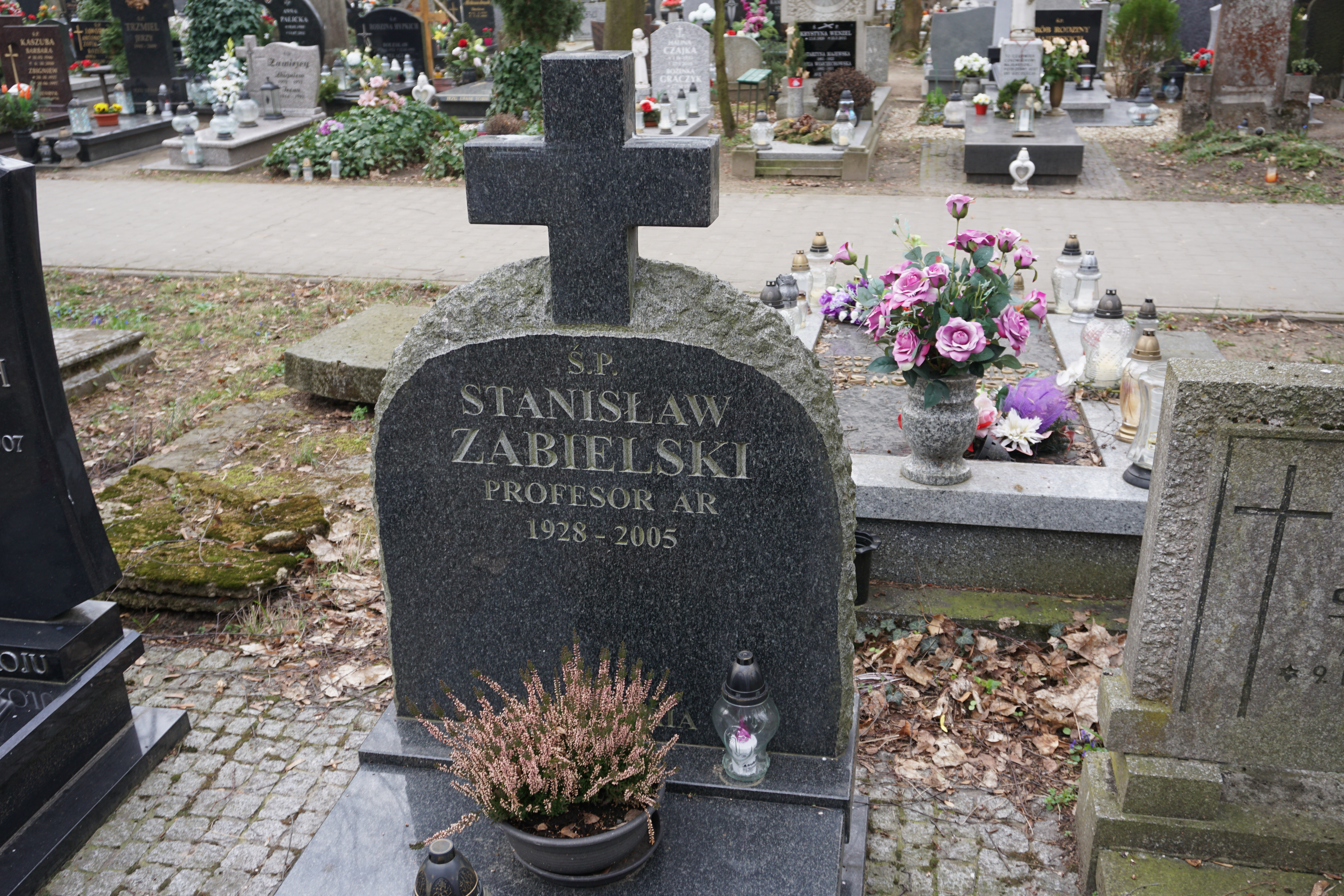
Grób prof. Stanisława Zabielskiego na cmentarzu Jeżyckim w Poznaniu

## Osiągnięcia
Pisał głównie prace związane z uprawą topoli, wierzb oraz innych pionierskich, szybko wzrastających gatunków drzew (np. pinii), jak również modrzewi, brzóz i olch. Zajmował się rozmnażaniem topól i wierzb i zakładaniem plantacji topolowych, jak również poprawianiem wydajności uprawy topoli w różnych warunkach siedliskowych. Był uważany za najpoważniejszy polski autorytet w tym zakresie. Był autorem i współautorem 37 rozpraw i artykułów naukowych, jednej książki naukowej, pięciu skryptów i dziesięciu prac popularnonaukowych. 12 rozpraw i cztery skrypty napisał w języku francuskim.

## Odznaczenia
- Złoty Krzyż Zasługi (1985),
- Krzyż Kawalerski Orderu Odrodzenia Polski (1989)[1].

## Członkostwo
- Polskie Towarzystwo Leśne,
- Stowarzyszenia Inżynierów Leśnictwa i Drzewnictwa,
- Związek Nauczycielstwa Polskiego (1951-1981),
- Niezależny Samorządny Związek Zawodowy „Solidarność” (od 1981)[1].